# Флора Антарктиды
Единственные представители цветковых растений в Антарктиде
Флора Антарктиды характеризуется наличием двух видов цветковых растений: колобантуса кито (Colobanthus quitensis) из семейства Гвоздичные и луговика антарктического (Deschampsia antarctica) из семейства Злаки. Согласно некоторым данным, также был обнаружен третий вид — мятлик однолетний (Poa annua) из семейства Злаки, который, вероятно, был внесен человеком путем интродукции. Также в Антарктиде встречаются мхи, лишайники, микроскопические грибы, водоросли. Бедность местной флоры связана с суровыми погодными условиями — вся Антарктида расположена в зоне антарктических пустынь.

## Распространение
Наиболее благоприятное место для произрастания растений — Антарктический полуостров и прилегающие к нему острова. Северная часть этого полуострова расположена за полярным кругом.
В основном растения можно найти на склонах гор, хорошо прогреваемых солнцем. Колобантус и луговик растут прямо на скалах, лишайники — в узких расщелинах. Лишь в западной Антарктиде встречаются мхи.
Во флору Антарктиды входят:
- Цветковые растения — 2 или 3 вида,
- Мхи — 70—100 видов,
- Печёночные мхи — 25—30 видов,
- Лишайники — 250—300 видов,
- Водоросли (водные и наземные) — около 700 видов.

Достаточно высок процент растений-эндемиков, что обусловлено многовековой изолированностью материка. Среди эндемичных мхов можно отметить Grimmia antarctici, Schistidium antarctici и Sarconeurum glaciale.

## Приспособление к низким температурам
В тканях всех растений Антарктиды содержится мало воды, что препятствует обледенению клеток. Полученная вода тотчас используется, а не откладывается, как у растений тропических пустынь. Всем растениям приходится довольствоваться неплодородной каменистой почвой, что выработало у них приспособленность к малому количеству минеральных веществ.
Растения очень низкорослы и имеют короткий вегетационный период. Все процессы в них происходят довольно медленно.